# Кукујеци (Солонц)
Кукујеци (рум. Cucuieți) насеље је у Румунији у округу Бакау у општини Солонц. Oпштина се налази на надморској висини од 428 m.

## Становништво
Према подацима из 2002. године у насељу је живело 1401 становника, од којих су сви румунске националности.